# Jesús Castro González
Jesús Antonio Castro González (Oviedo, 23 gennaio 1951 – Pechón, 26 luglio 1993) è stato un calciatore spagnolo, di ruolo portiere.

## Biografia
Jesús Castro nacque a Oviedo ma si trasferì con la famiglia ad Avilés durante l'infanzia.
Era il fratello di Quini. I due fratelli arrivarono insieme allo Sporting Gijón nel 1968 e giocarono insieme per dodici stagioni anni, intervallate da una parentesi di Quini al Barcellona.
Nel 1981 la loro vita fu scossa da un episodio che destò molto scalpore tra gli appassionati di calcio spagnoli e non solo: il rapimento di Quini da parte di un gruppo di criminali estorsori. Il calciatore, all'epoca militante nel Barcellona di Helenio Herrera, fu rapito dopo una partita della sua squadra e rimase prigioniero per 25 giorni, quando fu liberato in un'officina di Saragozza dalla polizia, che riuscì quindi a sgominare la banda di malviventi.
Jesús Castro morì il 26 luglio 1993 su una spiaggia della Cantabria, la playa de Amió nei pressi di Pechón, nel comune di Val de San Vicente. Quel giorno, nonostante le avverse condizioni del mare, due bambini inglesi di 7 e 9 anni, in vacanza con la loro famiglia, si avventurarono in mare. Vedendo i due fanciulli in difficoltà tra le onde, Castro si lanciò in loro soccorso. Riuscì a riportarli in sicurezza ma, esausto per lo sforzo fisico, annegò appena dopo aver compito questo atto eroico, all'età di 42 anni.

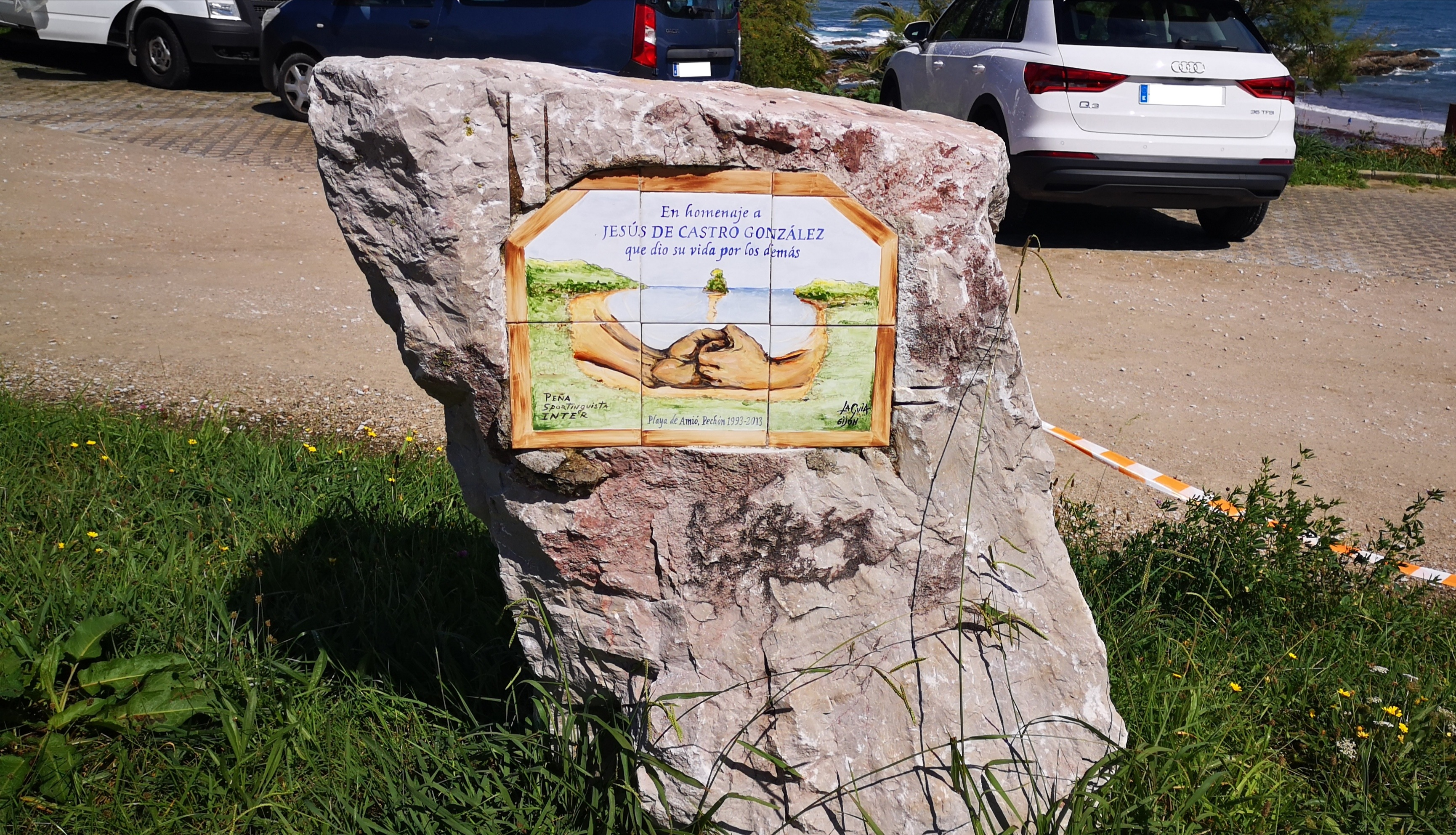
Monumento dedicato a Jesús Castro sulla spiaggia di Amió

## Carriera
Iniziò a giocare con suo fratello Quini, di ruolo attaccante, nel Club Deportivo Ensidesa, squadra di Avilés.
Nel 1968 fu portato allo Sporting Gijón (chiamato Real Gijón durante il regime di Franco) dall'allenatore ed ex portiere Román Galarraga, insieme a Quini. La squadra militava all'epoca nella Segunda División spagnola. Jesús Castro esordì con lo Sporting all'età di 16 anni, il 14 aprile 1968 contro il Celta Vigo. Nella stagione successiva, si ritagliò presto un ruolo da titolare in squadra al posto di Carlos García Cuervo. Nella terza stagione, giocando tutte le 38 partite di campionato, vinse la Segunda División con Luis Cid Pérez in panchina, ottenendo così la promozione in massima serie. Debuttò nella Liga spagnola il 13 settembre 1970, ancora contro il Celta Vigo. Giocò con lo Sporting Gijón per un totale di 18 stagioni. Il miglior piazzamento raggiunto fu il secondo posto in campionato nella stagione 1978-1979, alle spalle del Real Madrid.
Si ritirò dal calcio nel 1985, all'età di 33 anni, a causa di un'ernia del disco.

## Palmarès

### Club

#### Competizioni nazionali
- Segunda División spagnola: 2

Sporting Gijón: 1969-1970, 1976-1977